# Мегрельська мова
Мегрельська мова (მარგალური ნინა, ⴋⴀⴐⴂⴀⴊⴓⴐⴈ ⴌⴈⴌⴀ, марґалюрі ніна, груз. მეგრული ენა, меґрулі ена) — одна з картвельських мов, рідна мова мегрелів. Число мовців — близько 600 тис. осіб, в основному в північно-західній Грузії (Зугдідський, Цаленджихський, Чхороцкуський, Мартвільський, Сенакський, Хобський, Абаський муніципалітети, місто Поті та прикордонні до Абхазії Ґальський та частково Очамчирський муніципалітети, місто Очамчире).

## Історія
Мегрельська, грузинська, сванська мови походять від пракартвельської мови. Сванська мова, або мова сванів, що проживають на кавказькому високогір'ї Інгурського басейну і навколо верхньої частини річки Цхенісцкалі, ймовірно від'єдналася від пракартвельської мови близько 2000 року до нашої ери. Найближчою до мегрельської є лазська мова, розповсюджена на території сучасної Туреччини. Зафіксовано 57 % збігів в цих мовах за Списком Сводеша. Разом вони утворюють занську підгрупу картвельських мов.
Найстаріші тексти мегрельською, що досі збереглися, датуються XIX сторіччям, більшість з яких — етнографічна література. Серед найперших досліджень мегрельської: фонетичний аналіз, зроблений Александре Цагарелі у 1880, дослідження граматики, зроблені Іосебом Кіпшидзе у 1914 та Шалвою Берідзе у 1920. У 1930-1938 рр. виходили газети мегрельською мовою, вже використовується грузинська абетка з кількома додатковими буквами. З часом мова стала більш популярною: зокрема, вийшов Мегрельсько-грузинський словник від Отара Каяіа, Мегрельсько-німецький від Отара Каяіа та Хайнца Фенріха, збірки поем від Лаші Ґахаріа, Едема Ізоріа, Лаші Ґвасаліа, Ґурі Отобаіа, Ґіорґі Сіхінава, Джумбера Кукава, та Вахтанґа Карчілава, виходить газета Скані. Існує розділ Вікіпедії мегрельською мовою. Крім того, Свідки Єгови випускають власні матеріали цією мовою.

Мегрельська серед картвельських мов

Нині мова в основному функціонує як засіб усного мовлення. Мегрели використовують грузинську мову як літературну і писемну.

## Поширення
Велика кількість переселенців з Мегрелії (до 300—400 тис.) мешкає в інших районах Грузії (особливо в Тбілісі, Кутаїсі, Батумі), але далеко не всі вони говорять мегрельською.
В самопроголошеній Республіці Абхазія, за переписом 2003 року, проживало 44 тис. мегрелів і грузинів (більша частина з них мегреломовна), в тому числі в Гальському районі 28919 чол. (99 % населення району), в Ткуарчалському — 8155 чол. (55 %). До грузино-абхазької війни їх було в рази більше, так за переписом 1989 року грузинів було 239872 чол. (45,7 % населення Абхазії), близько 1/3 — мегреломовні.

## Фонетика
Фонетика мови налічує 5 голосних та 28 приголосних звуків:
|            | Передні | Задні    | Задні |
| неогублені | Передні | огублені |       |
| ---------- | ------- | -------- | ----- |
| Високі     | [i] ი   | [ə] ჷ1   | [u] უ |
| Середні    | [ɛ] ე   |          | [ɔ] ო |
| Низькі     |         | [ɑ] ა    |       |

1 Є тільки у зугдідсько-самурзаканському діалекті, як результат редукції i та u.
|              |              | Губні    | Ясенні    | Заясенні   | Задньоязикові | Увулярні  | Глоткові |
| ------------ | ------------ | -------- | --------- | ---------- | ------------- | --------- | -------- |
| Носові       | Носові       | m [m] მ  | n [n] ნ   |            |               |           |          |
| Проривні     | дзвінкі      | b [b] ბ  | d [d] დ   |            | g [ɡ] გ       |           |          |
| Проривні     | з придихом   | p [pʰ] ფ | t [tʰ] თ  |            | k [kʰ] ქ      |           |          |
| Проривні     | абруптивні   | ṗ [pʼ] პ | ţ [tʼ] ტ  |            | ḳ [kʼ] კ      | qʼ [qʼ] ყ | ʔ [ʔ] ჸ  |
| Африкати     | дзвінкі      |          | ʒ [d͡z] ძ  | ǯ [d͡ʒ] ჯ   |               |           |          |
| Африкати     | з придихом   |          | с [t͡sʰ] ც | č [t͡ʃʰ] ჩ  |               |           |          |
| Африкати     | абруптивні   |          | ć [t͡sʼ] წ | č' [t͡ʃʼ] ჭ |               |           |          |
| Фрикативні   | дзвінкі      | v [v] ვ  | z [z] ზ   | ž [ʒ] ჟ    | ɣ [ɣ] ღ       | ɣ [ɣ] ღ   |          |
| Фрикативні   | глухі        |          | s [s] ს   | š [ʃ] შ    | x [x] ხ       | x [x] ხ   | h [h] ჰ  |
| Дрижачі      | Дрижачі      |          | r [r] რ   |            |               |           |          |
| Апроксиманти | Апроксиманти |          | l [l] ლ   | y [j] ჲ    |               |           |          |

Крім літер, що використовуються у грузинській абетці, у мегрельській також є літери ჲ [j], ჸ [ʔ], та ჷ [ə] (у зугдідсько-самурзаканському діалекті).
Наголос динамічний, але слабо виражений. У двох або трискладових формах падає на перший склад. Зустрічаються елементи вокальної гармонії.
Найбільш характерним фонетичним процесом є регресивна асиміляція голосних та приголосних. Голосний основи або суфікса уподібнюється попередньому (kodoudgu > kuduudgu ‘він поставив йому’).
Часто спостерігається нарощення n перед змичними або африкатами (перед губними n > m): ḳalačxa «кошик» > ḳalančxa, ǯaṗi ‘шовковиця (дерево)’ > ǯamṗi. І навпаки, нерідко зустрічається і спрощення консонантних комплексів. В одному випадку втрачається один з голосних, в інших між приголосними виникає голосний i. Зазвичай замінюється й один з двох r в слові (*irperi ‘все’ > irpeli).

## Структура
Власне мегрельські прості слова, як правило, мають двох- або трискладову структуру (dudi 'голова’, tuta ‘місяць’, birguli ‘коліно’, kvišili ‘родич’). Рідше зустрічаються односкладові (bža ‘молоко’, da ‘сестра’) та чотирискладові (čilamuri ‘сльоза’, kulamuri ‘ковадло’). Похідні слова і композити можуть містити більшу кількість складів. Основні моделі відкритого складу — CV (ka ‘ріг’), CCV (txa ‘коза’) і CCCV (ţḳva ‘дерев'яні сходи’), закритого — CVC (ḳinţiri ‘огірок’) й CCVC (venćḳi ‘дощовий черв'як’). В консонантних закінченнях, що мають чотири приголосні, особливо часто зустрічаються сонорні n, 1, r, а також v. Розповсюджені гармонічні комплекси рецесивного ряду: txitxu ‘рідкий’, č'q'oni ‘дуб’).
Основною моделлю структури іменної словоформи є послідовність: основа + афікс словозміни: muricx-ep-i ‘зірки’, okotome-še ‘з курятника’. Для дієслівної структури характерна модель: преверб (вид) ± афікс особи ± афікс.
Поряд зі споконвічною лексикою в мові є велика кількість запозичень. Їх основним джерелом протягом багатьох століть є грузинська мова. З неї запозичується громадсько-політична, науково-технічна та інша термінологія. Запозичення з грузинської наявні й в основному словниковому фонді мови. Засвоєні з грузинської і деякі способи словотворення. Існують також турецькі, російські, абхазькі та інші запозичення. Досить велика кількість звукосимволічних і звуконаслідувальних лексем.
Мова має 6 відмінків. Притаманна номінативна будова речення на відміну від грузинської.

## Діалекти
Виділяють 2 взаємнозрозумілих між носіями діалекти, а також їх говори:
- сенакський або південносхідний (м. Сенакі)
  - мартвільсько-бандзський (м. Мартвілі, с. Бандза)
  - абашинський (м. Абаша)
- зугдідсько-самурзаканський або північнозахідний (м. Зугдіді, Самурзакан[en]).
  - джварський (м. Джварі)

Основні відмінності між сенакським та зугдідсько-самурзаканським діалектами в фонетиці й лексиці. Для останнього характерний голосний ї, на місті сенакського i та u. В ряді випадків наявне співвідношення:
сен. i ~ зугд.-сам. о (nisa ~ nosa ‘невістка’),
сен. е ~ зугд.-сам. i (geni ~ gini ‘теля’),
сен. о ~ зугд.-сам. va (kora ~ kvara ‘живіт’).
У мартвільському говорі сенакського діалекту l > j. В зугдідсько-самурзаканському діалекті виражений аломорф давального відмінка -с.
Для наочності лексичних відмінностей можна порівняти:
сен. ḳaḳuria ‘соня (тварина)’ ~ зугд.-сам. aɣiaɣi;
сен. baca ‘кліщ’ ~ зугд.-сам. girǯɣibe;
сен. primuli ‘борода’ ~ зугд.-сам. bžaḳe;
сен. simidi ‘кукурудза’ ~ зугд.-сам. la(i)ţi;
сен. perćo ‘равлик’ ~ зугд.-сам. lokorua.

## Відомі носії
- Лаврентій Берія, голова НКВС.
- Костянтин Гамсахурдіа, один з найвідоміших грузинських письменників XX сторіччя.
- Звіад Гамсахурдіа, перший президент сучасної Грузії, син Константіне Гамсахурдіа.
- Антіса Хвічава, за деякими джерелами найстаріша людина у світі (заявляється, що вона померла у 132 роки у 2012 році)[7].
- Хвіча Кварацхелія, футболіст.